# Muhàmmad aix-Xarif
El sàyyid Muhàmmad aix-Xarif as-Sanussí (àrab: محمد الشريف السنوسي, Muḥammad ax-Xarīf as-Sanūsī) (1846 -1895) fou gran mestre de la tariqa o confraria sanusiyya, fill i successor (associat al seu germà gran el sàyyid Muhàmmad al-Mahdí) del seu pare, el fundador, el sàyyid Muhàmmad ibn Alí as-Sanussí. En el seu temps es van crear diverses zàwiyes al Sahel, la primera a Chemidour (a l'est del modern Níger) el 1861/1862 a la que van seguir altres. Fou però el seu germà gran el que va orientar la confraria cap al sud. Quan el conflicte amb el sultà otomà Abdul Hamid II, que practicava un intervencionisme creixent, es va posar de manifest, la seu de la confraria es va traslladar a Kufra (juny de 1895). El sàyyid Muhàmmad aix-Xarif va morir aquest any. Muhàmmad al-Mahdí es va traslladar el desembre de 1899 a Kuru (Gouro), al nord del modern Txad, per tal d'evitar l'enfrontament amb els otomans.